# Epirinus sulcipennis
Epirinus sulcipennis là một loài bọ cánh cứng trong họ Bọ hung (Scarabaeidae).